# Aruba Airlines
Arubaanse Luchtvaart Maatschappij N.V., Markenauftritt als Aruba Airlines, ist eine Fluggesellschaft mit Sitz in Oranjestad (Aruba).

## Geschichte
Ab dem Jahr 2010 begann die Gesellschaft ihren Betrieb als Charterfluggesellschaft mit  Piper PA-31 Navajo. Danach folgte der Ausbau mit Jet-Flugzeugen. Im August 2012 erhielt die Gesellschaft ihr AOC. Zwei Airbus A 320 wurden geleast.

## Flugziele
Aruba Airlines bedient internationale Ziele, u. a. in den Vereinigten Staaten (Miami) und Kolumbien. Seit dem 18. Mai 2018 ist die Verbindung vom Aeropuerto Internacional Reina Beatrix auf Aruba zum Aeropuerto Internacional Josefa Camejo in Venezuela der kürzeste internationale Linienflug weltweit. Für die rund 80 Kilometer lange Strecke von Oranjestad nach Punto Fijo braucht die Bombardier CRJ200 LR rund acht Minuten.

## Flotte

### Aktuelle Flotte
Mit Stand Januar 2024 besteht die Flotte der Aruba Airlines aus einem Flugzeug mit einem Alter von 13,4 Jahren:
| Flugzeugtyp     | Anzahl | bestellt | Anmerkung |
| --------------- | ------ | -------- | --------- |
| Airbus A320-200 | 1      |          |           |
| Gesamt          | 1      | -        |           |

### Ehemalige Flugzeugtypen
- Airbus A319-100
- Airbus A321-200
- Bombardier CRJ200